# Kaiserbekassine

Verbreitungsgebiet der Kaiserbekassine (grün)

Die Kaiserbekassine (Gallinago imperialis) ist eine mittelgroße, langschnäbelige Art aus der Familie der Schnepfenvögel (Scolopacidae). Ihr Vorkommen ist auf Nebelwälder nahe der Baumgrenze in den nördlichen Anden beschränkt. Lange Zeit war neben dem Typusexemplar nur ein weiteres aus Kolumbien bekannt und man hielt die Art für ausgestorben. Erst 1972 wurde sie bei Vilcabamba in Peru wiederentdeckt und seither auch in anderen Teilen der Nordanden in Kolumbien und Ecuador festgestellt. Die Kaiserbekassine ist aufgrund ihrer Lebensraumansprüche sehr selten, fällt aber dort, wo sie vorkommt, durch ihre lautstarken Balzflüge auf.

## Beschreibung
Die Kaiserbekassine steht mit 29–31 cm Körperlänge in der Größe etwa zwischen Doppelschnepfe und Waldschnepfe. Der 87–94 mm lange Schnabel ist dunkel graubraun mit kräftiger, hoher Basis und geringfügig herabgebogener Spitze. Die Iris ist braun. Bei zusammengelegtem Flügel werden die Handschwingen komplett von den Schirmfedern bedeckt. Die Flügellänge liegt zwischen 161 und 162 mm, die Schwanzlänge bei 58 mm.  Die Beine und Füße sind mittelgrau und bis zum Intertarsalgelenk befiedert. Die Geschlechter unterscheiden sich vermutlich nicht. Das Jugendkleid wurde bislang nicht beschrieben und über eine geografische Variation ist nichts bekannt.
Die Kaiserbekassine ist überwiegend dunkelbraun gefärbt. Während das gattungstypische Streifenmuster am Kopf angedeutet ist, fehlt es auf dem Rücken. Auf dem sonst dunkelbraunen Scheitel steht ein dunkel kastanienbrauner Mittelstreif. Der übrige Kopf und die Oberseite sind dunkel kastanienfarben und fleckig schwarz gebändert. Der Bartstreif ist mittelbraun gefärbt. Auf Kehle und Brust setzt sich die Färbung der Oberseite fort, ist aber eher gefleckt als gebändert. Der untere Bauch ist auf weißlichem Grund dunkelbraun gebändert. Die Unterschwanzdecken sind schwärzlich mit einigen feinen, weißen Spitzen. Der aus 12 Steuerfedern bestehende, graubraune Schwanz ist ungemustert. Die äußeren Steuerfedern sind etwa 8 mm breit.

## Lautäußerungen
Die Kaiserbekassine fällt in der Morgen- und Abenddämmerung durch ihre lautstarken Balzflüge hoch über dem Wald auf. Der dabei zu hörende Gesang (Hörbeispiel) besteht aus zehn Sekunden andauernden, mit etwa sechs Sekunden Abstand wiederholten Reihen aus heiseren Lauten, die in der Lautstärke an- und wieder abschwellen. Zum Ende der Strophe gleitet der Vogel etwas herab und zieht mit einem schwirrenden Geräusch wieder hoch, das vermutlich von den äußeren Steuerfedern erzeugt wird.

## Lebensweise
Die Lebensräume der Kaiserbekassine liegen über 3000 m Höhe im Bereich der Baumgrenze in feuchtem Bergwald. Die Siedlungsdichte ist offenbar nur sehr niedrig. Über die Lebensweise ist nichts bekannt. Die Balzflüge wurden im Juli und August festgestellt.